# イェギシェ・チャレンツ

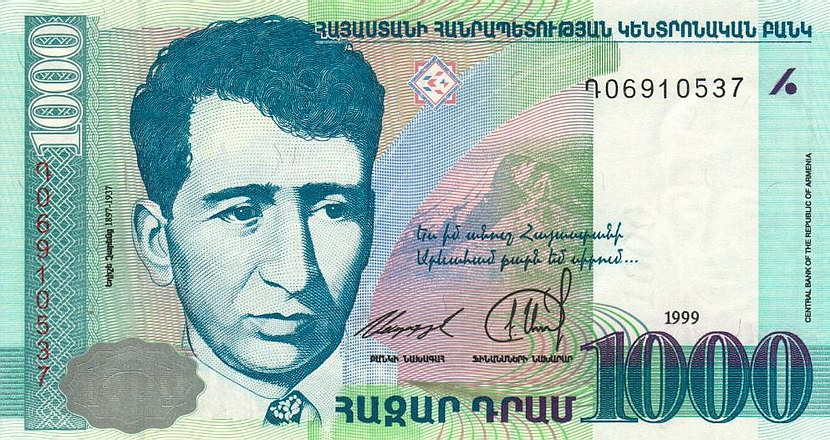
チャレンツの肖像が使用されている1000ドラム札

イェギシェ・チャレンツ（アルメニア語: Եղիշե Չարենց, ロシア語: Егише Чаренц, 1897年3月25日 -  1937年11月27日）、本名イェギシェ・アブガリ（アブガロヴィチ）・ソゴモニアン（アルメニア語: Եղիշե Աբգարի Սողոմոնյան, ロシア語: Егише Абгарович Согомонян）は、ソビエト連邦下アルメニアの詩人。第一次世界大戦と共産革命での自身の経験、わけてもアルメニアについての幅広い事績を素材とし、アルメニアでは「20世紀における主要な詩人」と見なされている。

## 生涯
1897年3月25日（ユリウス暦13日）、ロシア帝国カルス州カルスで、ペルシアのマークーから来たアルメニア人の絨毯商の家庭に生まれた。幼少からの読書家であり、ヴァハン・テリアンやモヴセス・ホレナツィの作品に影響を受けて育った。1907年から1912年までカルスのロシア人実科学校に通い、同時に民間のアルメニア人学校でも教育を受けた。1910年には学校年鑑に詩を発表している。1914年に初の詩集『哀れな少女に捧げる三曲』«Երեք երգ տխրադալուկ աղջկան» を出版。この時から「チャレンツ」の筆名を使うようになる。これは、カルスで出会った医師の名に由来するとも、アルメニア語の「いたずらっ子」に由来するとも、あるいはアレクサンドル・プーシキンの詩「アンチャル」(ru) のアナグラムであるとも言われる。
第一次世界大戦が勃発すると1915年にカフカース戦線で戦うことを志願した。同年にヴァンへ送られた際には、包囲戦におけるアルメニア人虐殺を目撃し、これを詩に書いている。戦争と虐殺に恐怖したチャレンツは、ボリシェヴィキをアルメニア民族の生存のための希望とみなすようになり、やがてその熱烈な支持者となった。1916年には前線を離れ、1917年までモスクワのシャニャフスキー国民大学で学んだ。1917年2月にはブトゥイルカ監獄の政治囚釈放を求める学生デモに参加している。ロシア内戦が始まると赤軍へ入隊しカフカースで戦った。1918年からボリシェヴィキ党員となっていたが、一方で1919年からはニコル・アグバリアン (en) の下でアルメニア第一共和国の教育省に務めていた。同年にはチフリスで代表作『暴徒』«Ամբոխները խելագարված» を出版。
ほどなくして第一共和国のダシュナク党政権は倒され、ボリシェヴィキによるアルメニア社会主義ソビエト共和国が成立すると、1920年にチャレンツは教育人民委員部芸術部部長に任命された。1921年2月にダシュナク党による反ボリシェヴィキ蜂起が発生した際、チャレンツはこれを武力で鎮圧する側にまわった。この時期に書かれた故郷についての頌歌詞「我は『アルメニア』という太陽の如く甘い響きを愛す」«Ես իմ անուշ Հայաստանի արևահամ բառն եմ սիրում»  は、現代においても教科書に掲載されるチャレンツの代表作となっている。1920年から1922年までチャレンツはモスクワへ戻り、ブリューソフ文学・芸術学院 (ru) と東方勤労者共産大学で学んだ。1921年に最初の妻アルペニク・テル＝アストヴァツァリアンと結婚したが、彼女は1927年に妊娠が原因で死亡した。
1922年6月には、ゲヴォルグ・アボフ (hy)、アザト・ヴァシュツニ (hy) とともに「3人の宣言」(hy) を発表し、ブルジョワ・ナショナリズムへの反対とプロレタリア国際主義に対する賛意を表明した。カルス条約によってトルコへ割譲された故郷カルスを描く愛国的小説『ナイリの地』は、1923年に発表されると大成功を収めた。1920年代を通じてチャレンツは多くの詩作を行い、ソビエト・アルメニアを代表する作家の一人となった。1925年にはグルゲン・マハリ、ムクルティチ・アルメンらとともにレニナカンで文学会「10月―11月」を結成し、その名誉会長となった。1926年にはアルメニア作家同盟の創設を主導し、1934年8月のソビエト連邦作家同盟第1回大会にも代表として出席した。1928年から1935年までは国営出版社文芸部部長も務めた。プーシキンやゲーテ、マヤコフスキー、ヴェルハーレン、ゴーリキー、ホイットマンといったロシア、西欧の文学も数多くアルメニア語へ翻訳した。一方、1926年9月には散弾銃で少女を負傷させる事件も起こしている（これによりチャレンツは有罪判決を受け、エレヴァン刑務所に服役）。
1931年にはイザベラ・ニアジアン＝コダバシアンと再婚し、アルペニク (hy) とアナヒトの2女を儲けた。しかし、ヨシフ・スターリンによる大粛清が始まると、チャレンツの作品は発表の場を失っていった。しばらくの間はアルメニア共産党第一書記のアガシ・ハンジャンによって保護されていたが、1936年にハンジャンが暗殺されると自宅に軟禁され、同年9月に反革命・民族主義的偏向・トロツキズム・テロの容疑で逮捕された。さらに1937年7月27日に反政府活動の容疑で再逮捕され、同年11月27日朝7時、衰弱しカタル性肺炎を病んだ末にエレヴァン刑務所病院で死去した。遺体の埋葬場所は明らかになっていない。

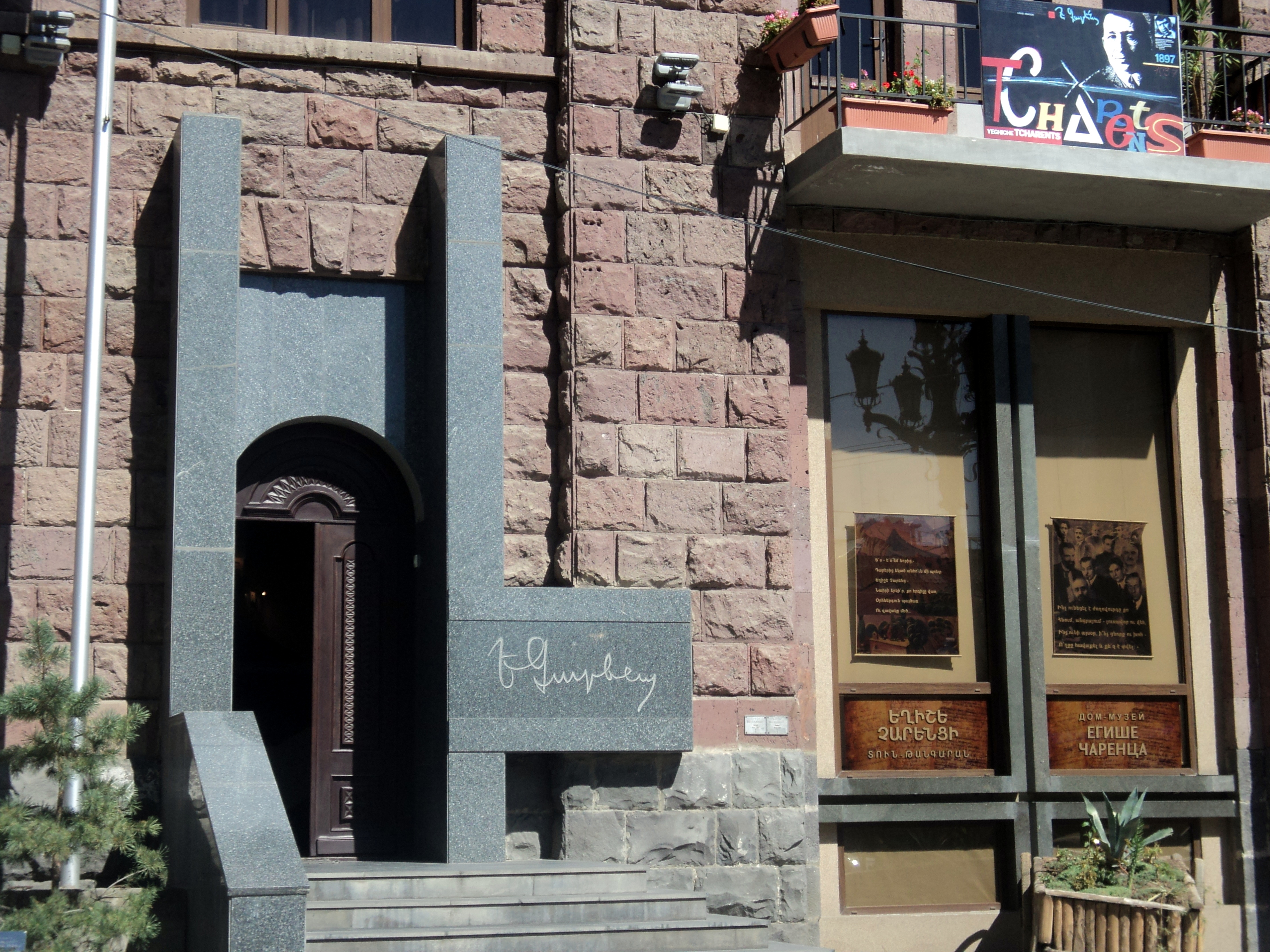
イェギシェ・チャレンツ記念博物館

2人の娘は孤児院へ送られ、妻も死刑判決を受けたが、奇跡的に生き残りその後10年間を中央アジアへ追放された。スターリンの死後の1954年3月11日、チャレンツはアルメニアの他の作家たちとともに、アナスタス・ミコヤンによって名誉回復がなされた。チャレンツの住居は1974年に博物館(Եղիշե Չարենցի տուն-թանգարան)とされた。

## インターウィキリンク
- ウィキメディア・コモンズには、イェギシェ・チャレンツに関するカテゴリがあります。
- アルメニア語版ウィキソースに本記事に関連した原文があります：Եղիշե Չարենց